# Portsmouth Block Mills

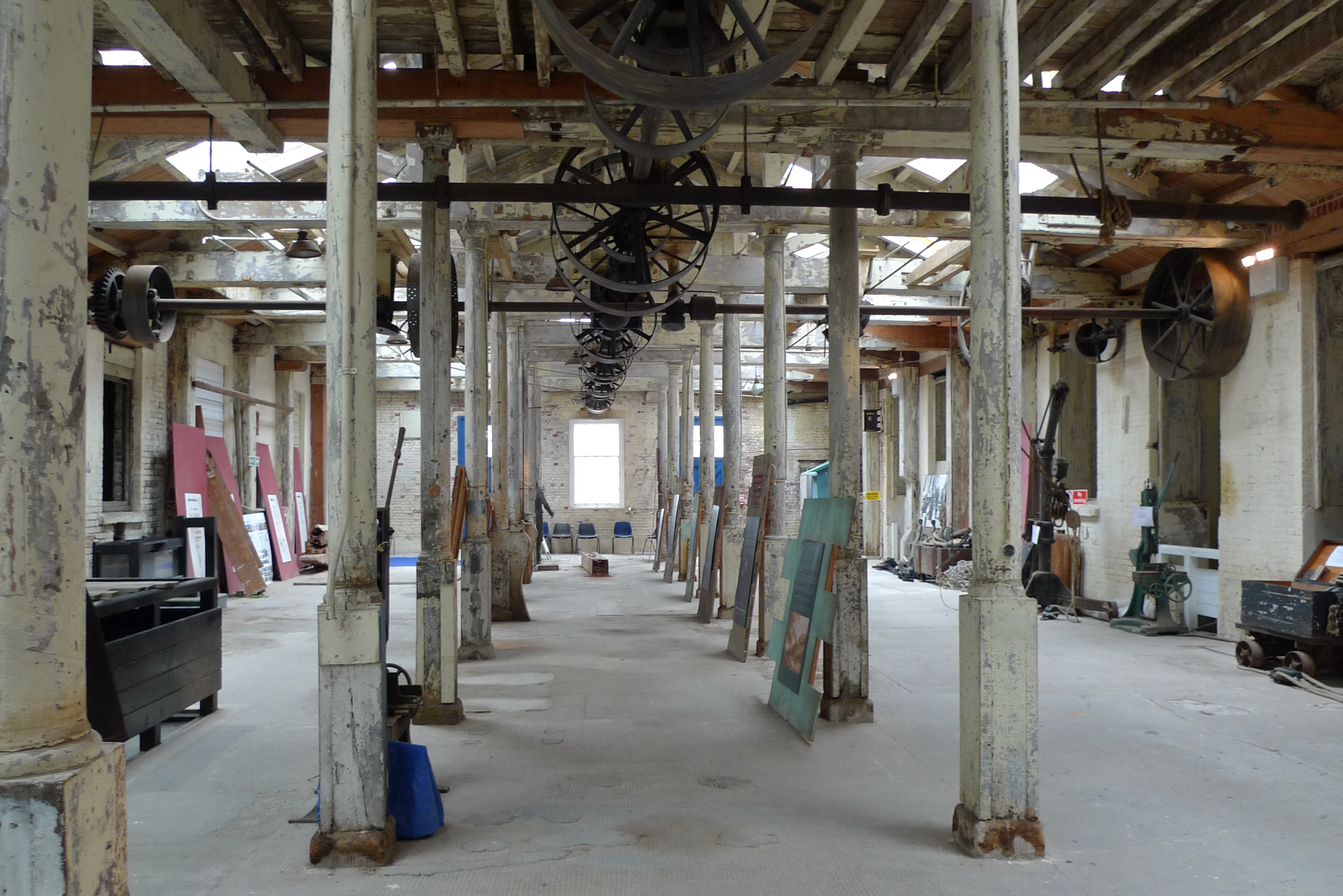
Portsmouth Dockyard Block Mills – zu sehen ist die an der Decke angebrachte Transmission, welche die von Marc Isambard Brunel entwickelten und patentierten Fertigungsmaschinen antrieb.

Die Portsmouth Block Mills sind Teil der Marinebasis Portsmouth in Portsmouth, Hampshire, England, und wurden während der Napoleonischen Kriege zur Versorgung der britischen Royal Navy mit Blöcken errichtet. Sie gelten als Wiege der Industriellen Revolution in England und Ursprung der Massenproduktion unter Nutzung von Werkzeugmaschinen. Zudem wurden hier die ersten stationären Dampfmaschinen von der Admiralität eingesetzt.
Seit 2003 stellt English Heritage detaillierte Untersuchungen der Gebäude und Aufzeichnungen bezüglich der eingesetzten Maschinen an.

## Entwicklung der Portsmouth Schiffswerft
Im Jahr 1800 wurde eine Boulton & Watt Balancier-Dampfmaschine als Reserve bestellt und im dreistöckigen Maschinenhaus untergebracht. Diese Dampfmaschine wurde 1837 durch ein anderes Modell von James Watt and Co ersetzt.

## Nachfrage nach Blöcken

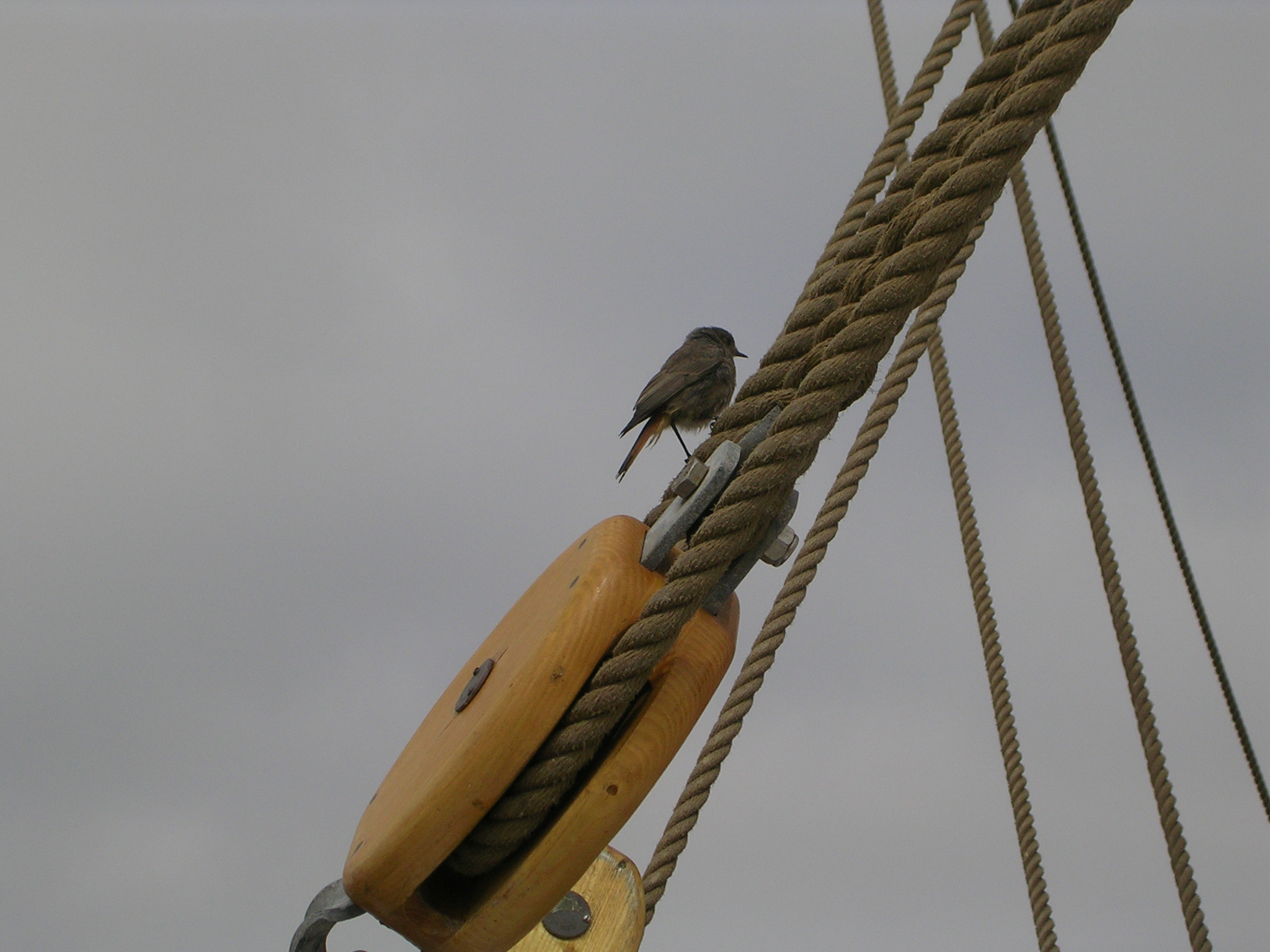
Ein hölzerner Block

Die Royal Navy hatte eine hohe Nachfrage nach Blöcken für die Marineschifffahrt. Die handgefertigten Blöcke, die von Zulieferern manuell gefertigt wurden, litten jedoch unter schwankender Qualität, Lieferproblemen und hohen Fertigungskosten. Für ein typisches Schiff wurden rund 1000 Blöcke verschiedener Größen verbaut. Die Royal Navy brauchte jährlich über 100.000 Blöcke. Bentham ersann mehrere Maschinen für die Blockproduktion, hat diese jedoch nicht weiterentwickelt und deren Funktionsweise ist heute unklar. Marc Isambard Brunel stellte der Admiralität 1802 ein System zur Blockherstellung mit Werkzeugmaschinen vor, dessen Patent er besaß. Bentham schätzte die Überlegenheit von Brunels System und im August 1802 wurde er von der Admiralität autorisiert, dieses zu entwickeln.
Es wurden drei Sätze von Fertigungsmaschinen errichtet, jeweils für eine bestimmte Bandbreite an Blockgrößen. Jede wurde im Fluss des Fertigungsablaufes angeordnet, um eine Linienproduktion zu ermöglichen. Der Hof zwischen den beiden bestehenden Wood Mill-Gebäuden wurde ummauert und bedacht, um eine neue Werkstatt für die Blockfertigung zu erhalten.
Der erste Satz, für mittelgroße Blöcke, wurde im Januar 1803 installiert. Es folgten der zweite Satz für kleine Blöcke im Mai 1803 und der Dritte für große Blöcke im März 1805. Es gab zahlreiche Änderungen der Maschinenanordnung und diverse Modifikationen der Fabrik bis September 1807. Letztendlich konnte der Bedarf der Navy gedeckt werden mit rund 130.000 produzierten Blöcken im Jahr 1808.

## Produktionsprozess von Blöcken mit Werkzeugmaschinen
In den Block Mills wurden 45 Werkzeugmaschinen von zwei 30-PS-(22,4-kW-)Dampfmaschinen betrieben. Sie teilten sich in 22 unterschiedliche Maschinentypen, darunter Kreissägen, Drehbänke und Stemmmaschinen, auf. Mit lediglich 10 Maschinenbetreibern konnte so die Arbeitsleistung von 110 ausgebildeten Handwerkern erreicht werden.
Ein Block besteht aus vier Einzelteilen: das Gehäuse, die Laufrolle(n), die Achse um letztere im Gehäuse zu fixieren und ein Gleitlager aus Metall oder eine Buchse, um Abrieb zwischen Laufrolle und Achse zu minimieren. Die Größe und die Anzahl der Laufrollen kann variieren.

### Herstellung der Gehäuse
- Aus einem Baumstamm werden zunächst grobe Stücke gesägt, welche mit einer Kreissäge in Quaderform gebracht werden.
- Für die Achse wird ein Loch gebohrt und senkrecht dazu ein oder mehrere Bohrung zur Aufnahme der Lochbeitel (abhängig von der Anzahl der Zapfen). Die Spannvorrichtung, die den zu bearbeitenden Block hält, drückt Referenzpunkte in das Holz, welche bei späteren Aufspannungen exakte Positionierung und Maßhaltigkeit garantieren.
- Die Blöcke werden von einer automatisierten Maschine gestemmt. Die Stechbeitel führen vertikale Hubbewegungen aus, während der Schraubstock, in dem das Bauteil gespannt ist, schrittweise mit jedem Hub verfahren wird. Ist die geforderte Zapflochtiefe erreicht, stoppt die Maschine die Arbeit automatisch und der zu bearbeitende Block kann getauscht werden.
- Die Ecken des Gehäuses werden mit einer Kreissäge mit abgewinkelten Führungen abgetrennt.
- Die vier Seitenflächen werden verrundet. Dies geschieht durch eine Maschine, in der mehrere Blöcke auf ein sich drehendes Rad gespannt werden. Ein Fräser wird in einer Kreisbahn über die Oberflächen der Gehäuse geführt, während sich das Rad dreht. Der Radius wird durch einen Arbeiter bestimmt. Nach jedem Bearbeitungsgang werden die Bauteile um 90 Grad gedreht, um die nächste Fläche zu bearbeiten.
- Abschließend wird jeder Block mit einem Fräser geschlitzt, um der Sicherungsleine eine Führung zu geben.

### Herstellung der Laufrollen
- Aus Pockholz-Stämmen werden einzelne Scheiben gesägt. Die genutzte Kreissäge ließ die Stämme frei drehen, um eine gleichmäßige Schnittdicke einzuhalten. Die genaue Positionierung für jeden neuen Schnitt wurde durch den Einsatz einer Gewindespindel erreicht.
- Mit Hilfe einer Lochsäge werden die unförmigen Holzscheiben in einem Schritt mit einem zentralen Loch versehen und in ihre kreisrunde Form gebracht.
- Ein Profil für die Aufnahme des Zapfens wird beidseitig in die Rolle gefräst.
- Der Zapfen wird in die Laufrolle eingesetzt und ein Sicherungsring angenietet, um ihn in seiner Position zu fixieren.
- Der Zapfen wird auf die Größe der Achse geräumt.
- Die Laufrolle wird beidseitig auf einer speziellen Drehbank plangedreht und die Seilnut wird eingefräst.

### Herstellung der Achsen
- Die Achsrohlinge wurden mit geringer Übergröße geschmiedet und waren an einem Ende quadratisch.
- Der zylindrische Teil wurde auf einer speziellen Drehbank auf die endgültige Größe gedreht.
- Sie wurden mit gehärteten Matrizen glattgewalzt.
- Laut einer Quelle wurden sie zusätzlich verzinnt, um Rostbildung zu verhindern.

### Herstellung der Metallzapfen
- Diese wurden aus Glockenmetall gegossen und waren aus der Form mit Schmiernuten in der inneren Bohrung versehen. Ein Zapfenende wies einen Flansch auf und ein loser Ring wurde auf das andere geschoben, sodass diese zusammen eine Aufnahme für die Nietverbindung ergaben.

### Montageprozess
- Die Gehäuse wurden händisch mit einer Ziehklinge geglättet und anschließend manuell mit Achse und Laufrolle vereint. Die fertigen Blöcke wurden in den Block Mills gelagert und nach Bedarf ausgegeben.

## Wichtige produktionsspezifische Neuerungen
Die speziell entworfenen Werkzeugmaschinen nutzten viele erstmals verwendete Merkmale und Funktionalitäten, die heute Stand der Technik sind.
- Die Bohrbearbeitung hinterließ eingedrückte Referenzpunkte an den hölzernen Blöcken, um diese bei späteren Bearbeitungsschritten exakt auszurichten. Die folgenden Spannmittel waren hierfür ausgelegt.
- Diverse Maschinen besaßen Kegelkupplungen.
- Brunel nutzte auswechselbare Drehwerkzeuge in Werkzeughaltern, welche denen in heutigen Universaldrehmaschinen ähneln.
- Für einige Arbeitsschritte wurden Spanndorne eingesetzt, um die Laufrollen über die Achsbohrung zu zentrieren.
- Teilweise wurden Zweibackenfutter zur Werkstückaufnahme eingesetzt. Diese sind Vorreiter heutiger Dreibackenfutter.
- Die Stemmmaschinen konnten für einen automatischen Halt nach Fertigstellung der Bearbeitung eingestellt werden.
- Die Laufrollen und Achsen der Blöcke waren austauschbar, da sie definierten Toleranzen entsprachen und nicht an jeden Block angepasst wurden.
- Der Arbeitsablauf kann durch die variable Blockgröße als Losfertigung betrachtet werden. Nichtsdestotrotz liegt prinzipiell eine Fließbandfertigung vor. Diese Fertigungsmethode sollte für viele Jahrzehnte in Großbritannien keinen Fuß fassen. Letztendlich wurde sie dank den Erfolgen von Henry Ford übernommen.
- Das gesamte System wurde für die Bedienung durch Hilfsarbeiter entwickelt und musste nicht mit ausgebildeten Handwerkern besetzt werden. Jeder Arbeiter wurde auf mindestens zwei Maschinen geschult und konnte nach Bedarf im Betrieb eingesetzt werden.

## Herstellung der Block-Maschinen
Brunels Patentschrift beschreibt Maschinen mit Holzrahmen. Diese weisen viele Prinzipien der später tatsächlich gebauten Varianten auf, die grundlegende Gestaltung weicht jedoch massiv ab. Die für die Admiralität hergestellten Maschinen zur Evaluation sind heute im National Maritime Museum ausgestellt. Als der Vertrag zwischen Brunel und der Admiralität unterzeichnet war, stellte er umgehend Henry Maudslay ein um die Maschinen zu fertigen. Die Einflüsse von Bentham, Maudslay, Simon Goodrich und Brunel selbst sind in den finalen Konstruktionen ersichtlich. Durch Benthams Abwesenheit in Russland, hat Goodrich selbst die Produktion in den Block Mills angefahren. Brunels Bezahlung wurde aus den Ersparnissen der Navy durch das neue System erhoben.
Die Fertigungsmaschinen waren annähernd vollständig handgefertigt. Einzige Ausnahme waren Drehteile und Bohrungen, die maschinell gefertigt wurden. Zu dieser Zeit gab es keine Fräsbearbeitung, maschinelles Planen oder Stoßen. Alle Oberflächen wurden händisch zerspant, gefeilt und geschabt. Es gibt Hinweise, dass ebene Flächen geschliffen wurden, um die hohe Präzision zu erreichen. Jede Nuss wurde für ihren entsprechenden Bolzen angepasst und nummeriert, um den korrekten Zusammenbau zu ermöglichen. Dies war typisch für die Zeit, als Normteile noch nicht verfügbar waren. Zur Herstellung wurden Guss- und Schmiedeeisen, Messing und Rotguss verwendet. Hierdurch konnte die Steifigkeit der Maschinen und deren Genauigkeit bei der Herstellung im Vergleich zur ursprünglichen Konstruktion deutlich verbessert werden. Auch heute noch werden diese und ähnliche Werkstoffe zur Herstellung von Werkzeugmaschinen eingesetzt.

## Weitere Geschichte
Die Block Mills sind jeher im Besitz der Navy und daher nicht für die Öffentlichkeit zugänglich. Die Herstellung von Blöcken mit den originalen Maschinen ist über die Jahre verebbt, die Produktion wurde in den 1960er Jahren beendet. Teile der Maschinen, der Transmission und die Hüllen der Maschinenhäuser sind heute noch vorhanden. Das National Museum of Science and Industry in London, hat eine Auswahl von Maschinen, welche die Admiralität zwischen 1933 und 1951 spendete. Andere sind im Dockyard Apprentice Museum in Portsmouth ausgestellt. Diverse Webseiten behaupten, das Smithsonian Institution in Washington, D.C. habe ebenfalls Maschinen aus Portsmouth in der Sammlung. Laut der Institution ist dies jedoch ein Mythos.
Die Block Mills stehen seit vielen Jahren still, obwohl viele Teile der Transmission erhalten sind, wenn auch in schlechtem Wartungszustand. Das Gebäude selbst ist ebenfalls in einem schlechten Zustand und ist bei der English Heritage und dem Verteidigungsministerium hoch priorisiert. Seit 2006 ist ein Projekt aktiv um die Erhaltung der Gebäude und deren Inhalt sicherzustellen.

## Verweise
1. ↑  Coad, Jonathan, The Portsmouth Block Mills : Bentham, Brunel and the start of the Royal Navy’s Industrial Revolution, 2005.
2. ↑  Ian McNeil: An Encyclopedia of the History of Technology. Routledge, London 1990, ISBN 0-415-14792-1.